# Cêmar Co
Cêmar Co (kinesiska: Caima’er Cuo, 才玛尔错) är en sjö i Kina. Den ligger i den autonoma regionen Tibet, i den sydvästra delen av landet, omkring 750 kilometer nordväst om regionhuvudstaden Lhasa. Cêmar Co ligger 4 684 meter över havet. Trakten runt Cêmar Co består i huvudsak av gräsmarker.
Genomsnittlig årsnederbörd är 209 millimeter. Den regnigaste månaden är augusti, med i genomsnitt 73 mm nederbörd, och den torraste är november, med 2 mm nederbörd.